# Vliegtuigramp van Tenerife

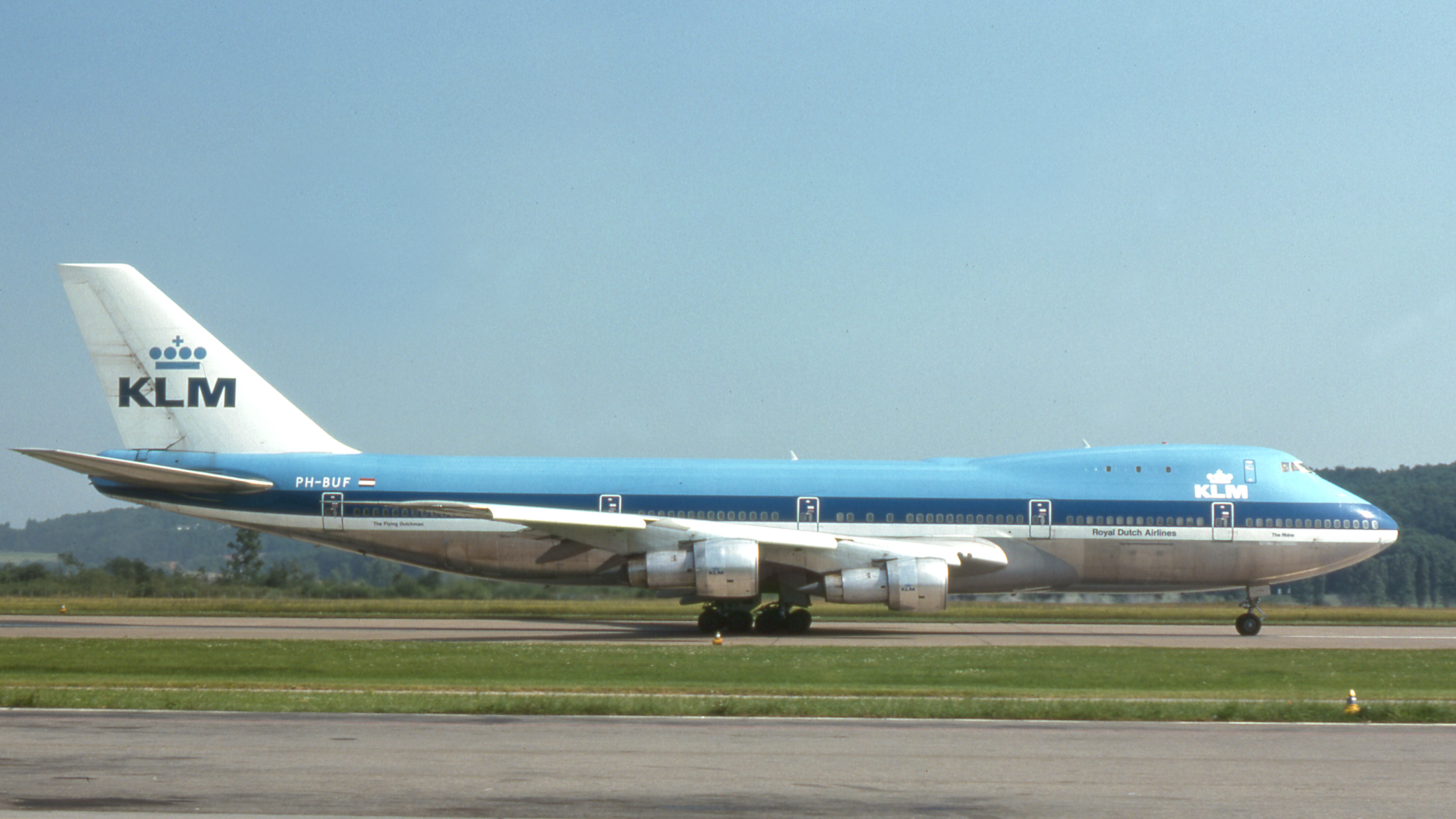
De bij de ramp betrokken KLM-Boeing De Rijn (PH-BUF)

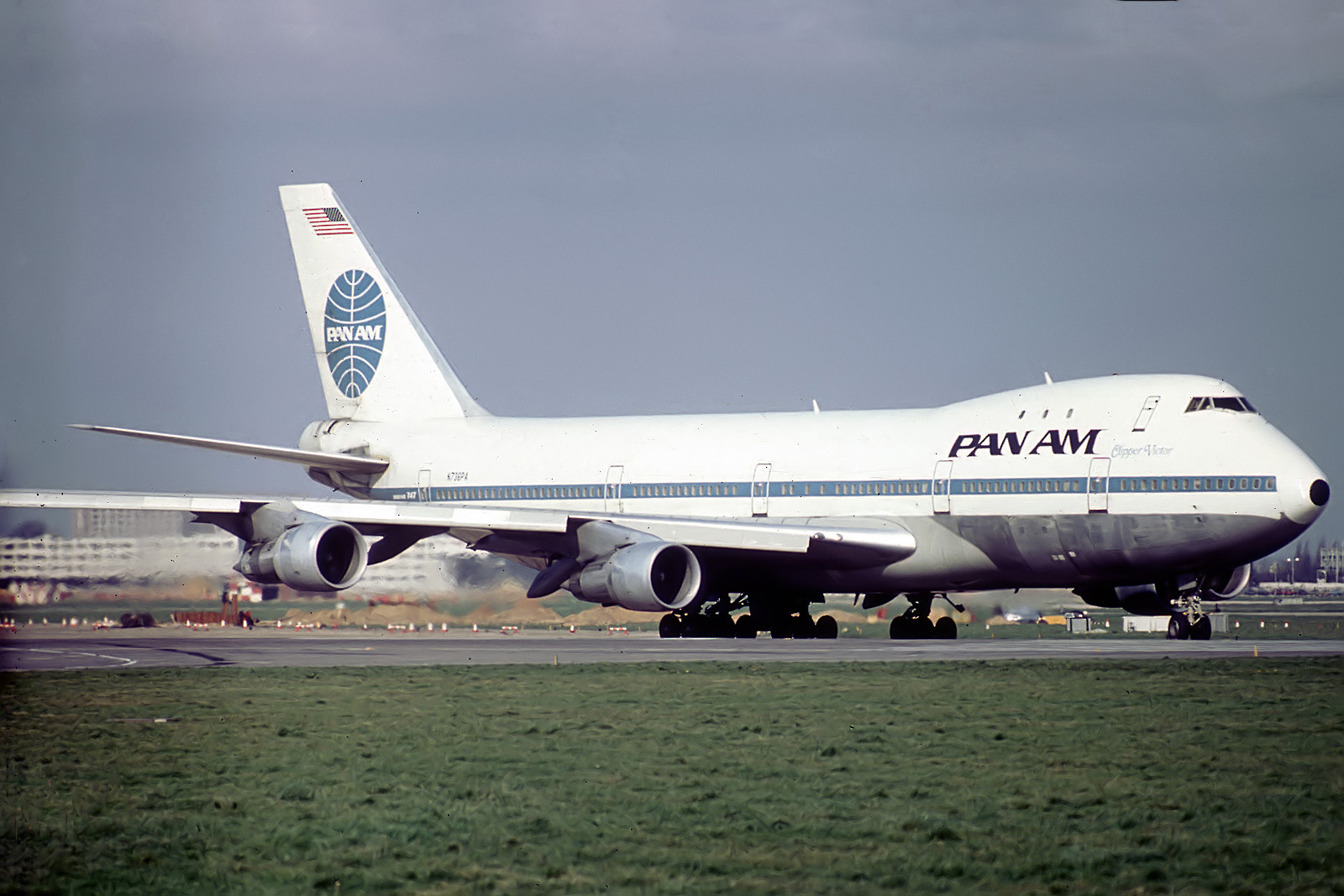
De bij de ramp betrokken Pan Am-Boeing Clipper Victor (N736PA)

De vliegtuigramp van Tenerife vond plaats op zondag 27 maart 1977, toen op de luchthaven Tenerife Noord (destijds bekend als  Los Rodeos) op het Canarische eiland Tenerife twee vliegtuigen van het type Boeing 747 – een van Pan American World Airways (Pan Am) en een van de Koninklijke Luchtvaart Maatschappij (KLM) – op elkaar botsten. Daarbij kwamen 583 mensen om het leven. Het is daarmee de grootste ramp uit de geschiedenis van de luchtvaart. Slechts 61 inzittenden, allen aan boord van het Pan Am-toestel, overleefden de ramp.

## Omstandigheden
Op 27 maart 1977 was de Pan Am-vlucht 1736 anderhalf uur te laat uit Los Angeles vertrokken naar de Canarische Eilanden, met een tussenlanding in New York waar nog eens 103 passagiers instapten. Aan boord waren in totaal 378 Amerikaanse passagiers voor een cruise op de Middellandse Zee. Toen de Pan Am-Boeing Clipper Victor de eindbestemming Las Palmas de Gran Canaria naderde, kreeg gezagvoerder Victor Grubbs te horen dat de luchthaven tijdelijk was gesloten in verband met een bomaanslag door een door Antonio Cubillo geleide afscheidingsbeweging en telefonische dreiging met een tweede aanslag. Grubbs wilde blijven rondcirkelen tot de luchthaven weer open ging. Dit werd echter geweigerd en de vlucht werd omgeleid naar de luchthaven Los Rodeos op het 110 kilometer noordwestelijk gelegen eiland Tenerife, niet ver van de hoofdstad Santa Cruz de Tenerife. Daar kwam het toestel aan rond 14.00 uur plaatselijke tijd. Het moest wachten tot er verder gereisd kon worden naar Las Palmas. Op Tenerife gingen twee personeelsleden van Pan Am als passagier aan boord; zij namen plaats in de cockpit.
KLM-vlucht 4805, een chartervlucht vol met vakantiegangers van Holland International, voornamelijk Nederlanders, was dezelfde ochtend vanuit Amsterdam vertrokken naar Las Palmas. Ook dit toestel, de KLM-Boeing De Rijn, moest uitwijken naar Tenerife. Het was daar circa 25 minuten vóór de Pan Am-Boeing aangekomen.
Rond 15.00 uur werd Las Palmas weer vrijgegeven. Er waren geen andere bommen gevonden. Het probleem was nu dat een deel van de taxibaan op Los Rodeos vol stond met toestellen die waren uitgeweken van Las Palmas. Daarom moest de startbaan ook als taxibaan gebruikt worden.
Het KLM-toestel stond om 16.50 uur op het punt om door te reizen naar Las Palmas. De gezagvoerder had het toestel met ruim voldoende brandstof laten tanken, waarschijnlijk om verder oponthoud in Las Palmas voor de terugreis naar Amsterdam te voorkomen. Tijdens het tanken blokkeerde het KLM-toestel de doorgang van het Pan Am-toestel. Dat was allang klaar voor vertrek maar moest wachten tot de KLM-Boeing was vertrokken; de Pan Am-Boeing zou direct daarna vertrekken. De instructies van de verkeerstoren volgend, taxiede het KLM-toestel de startbaan af, maakte aan het eind een draai van 180 graden en wachtte op toestemming voor vertrek. Het weer verslechterde; er kwam mist opzetten en die werd steeds dikker.

## Fatale gebeurtenissen

### Afslag gemist
De startbaan moest tevens als taxibaan dienen. Terwijl het toestel van de KLM naar het begin van de startbaan taxiede, kreeg de Pan Am-Boeing instructies om over dezelfde baan te taxiën tot aan de derde afslag, om vervolgens naar het vertrekpunt te gaan via de parallelle taxibaan. De afslagen waren niet gemarkeerd. Afslag C3 zou via een scherpe bocht (145 graden naar links) terug richting het volgeparkeerde terminalgebied leiden, waar een tweede bocht (145 graden naar rechts) gemaakt zou moeten worden. Volgens een rapport van de Air Line Pilots Association (ALPA) zou een toestel met de afmetingen van een Boeing 747 een dergelijke bocht praktisch niet kunnen uitvoeren. Men neemt aan dat de bemanning veronderstelde dat de verkeersleiding deze afslag niet kon hebben bedoeld, en daarom besloot door te taxiën tot de wel geschikte afslag C4 (twee bochten van 35 graden).

### Dichte mist
Uit de door de cockpitvoicerecorder opgenomen gesprekken blijkt echter ook dat de bemanning van de Pan Am-Boeing door de hevige mist en het ontbreken van markeringen moeite had de afslagen te herkennen. Intussen gaf de luchtverkeersleiding het KLM-vliegtuig een klaring voor de te vliegen route na de start (de "klaring" is geen toestemming om de take-off roll te starten, daartoe wordt een aparte "take-off clearance" gegeven). Door de dichte mist, met een zicht van ongeveer 300 meter, konden de KLM-piloten de hen tegemoet taxiënde Pan Am-Boeing op de startbaan niet zien. Bovendien kon geen van beide vliegtuigen worden gezien vanaf de verkeerstoren, die niet was uitgerust met grondradar voor de banen.

### Overhaaste start, misverstanden en radiostoring
De KLM-piloten hadden haast. Ze hadden veel vertraging en ze moesten voor het einde van de werktijd terug zijn op Schiphol.
Copiloot Klaas Meurs was nog bezig de klaring van de verkeerstoren voor de vlucht te herhalen, toen gezagvoerder Jacob Veldhuyzen van Zanten zonder toestemming aan de start begon. Meurs gaf aan dat de benodigde toestemming nog niet was verkregen, waarop Veldhuyzen van Zanten in eerste instantie de start afbrak. Toen hij even later opnieuw aan de start begon, restte Meurs echter niet anders dan de toren te melden: "We are at take-off" of "We are uh-taking-off." Omdat toestemming daarvoor nog niet was verleend, zag de toren dit als een bevestiging dat het KLM-toestel gereed stond voor vertrek en zei dat het moest klaarstaan voor verdere instructies. De Pan Am-bemanning meldde de toren dat men nog steeds op de startbaan aan het taxiën was. De twee berichten werden bijna gelijktijdig verzonden. Door de gebruikte techniek ontstond echter een heterodyne met als gevolg dat geen van beide berichten door de bemanning van het KLM-toestel gehoord werd; er was alleen een hoge fluittoon hoorbaar. Wel ving Willem Schreuder, de boordwerktuigkundige van het KLM-toestel, even later op dat de verkeersleiding aan het Pan Am-toestel vroeg zich te melden zodra het de startbaan had verlaten. Hij vroeg daarop aan zijn gezagvoerder of het Pan Am-toestel wel van de startbaan was. Veldhuyzen van Zanten antwoordde bevestigend. Het incident tussen Meurs en zijn gezagvoerder was later reden om meer aandacht te besteden aan de werkstructuur in de cockpit van vliegtuigen, en de mogelijkheid dat ondergeschikten daadwerkelijk tegen een foute handelwijze van een superieur kunnen optreden is sinds die tijd bevorderd en aangemoedigd.

### Mislukte uitwijkmanoeuvres, botsing en brand
Zodra de bemanning van de taxiënde Pan Am-Boeing de lichten van het aanstormende KLM-toestel (dat op dat moment al boven zijn V1-snelheid zat) zag, probeerde Grubbs zijn toestel scherp naar links van de startbaan weg te draaien, maar het was te laat. Ook een poging van Veldhuyzen van Zanten om door snel opstijgen nog over het Pan Am-toestel heen te wippen mocht niet baten. Hij trok zo abrupt op dat de staart van zijn toestel een groef van 22 meter lengte in de startbaan maakte. De neus van het KLM-toestel miste het Pan Am-toestel, maar de motoren en het landingsgestel boorden zich in het dak van het Amerikaanse vliegtuig. Het KLM-toestel, dat net los van de grond was, raakte om 17.06:50 plaatselijke tijd het Pan Am-toestel in de rechterflank. Een deel van de romp van de Pan Am-Boeing werd uit elkaar gescheurd. De KLM-Boeing vloog nog 150 meter door en stortte toen neer. Beide toestellen vlogen na het ongeval in brand. In het KLM-toestel kwamen alle 234 passagiers en de veertien bemanningsleden om. Van het Pan Am-toestel overleefden in eerste instantie 70 inzittenden de ramp. Negen van hen overleden later in het ziekenhuis. Zo kwamen uiteindelijk 335 van de 396 inzittenden om, onder wie negen van de zestien bemanningsleden. De Pan Am-gezagvoerder Victor Grubbs en zijn copiloot Robert Bragg waren twee van de 61 overlevenden.
| Schematische weergave |
| --- |
| |
| - De vliegtuigen staan geparkeerd aan het einde van de taxibaan. De KLM 747 (lichtblauw) staat voor de Pan Am 747 (donkerblauw). - De KLM 747 taxiet naar het begin van baan 30. - De Pan Am 747 rijdt eveneens de startbaan op, met de bedoeling die via de derde afslag te verlaten. - De KLM 747 is aangekomen bij het begin van baan 30 en staat klaar voor vertrek. - De Pan Am 747 is de eerste afslag gepasseerd. - De Pan Am 747 is de tweede afslag gepasseerd. - De Pan Am 747 mist de derde afslag. De KLM is begonnen aan de start. - De Pan Am 747 probeert de baan te verlaten, maar wordt geraakt door de KLM (rode ster). |
| Animatie van het moment van de botsing tussen het Pan Am-toestel links en het KLM-toestel rechts |

## Nasleep
Uit de Nederlandse groep die zich met het bergen en identificeren van de slachtoffers bezighield, is later het Rampen Identificatie Team (RIT) ontstaan, dat onder meer bij de Bijlmerramp werd ingezet.

### Onderzoek en maatregelen

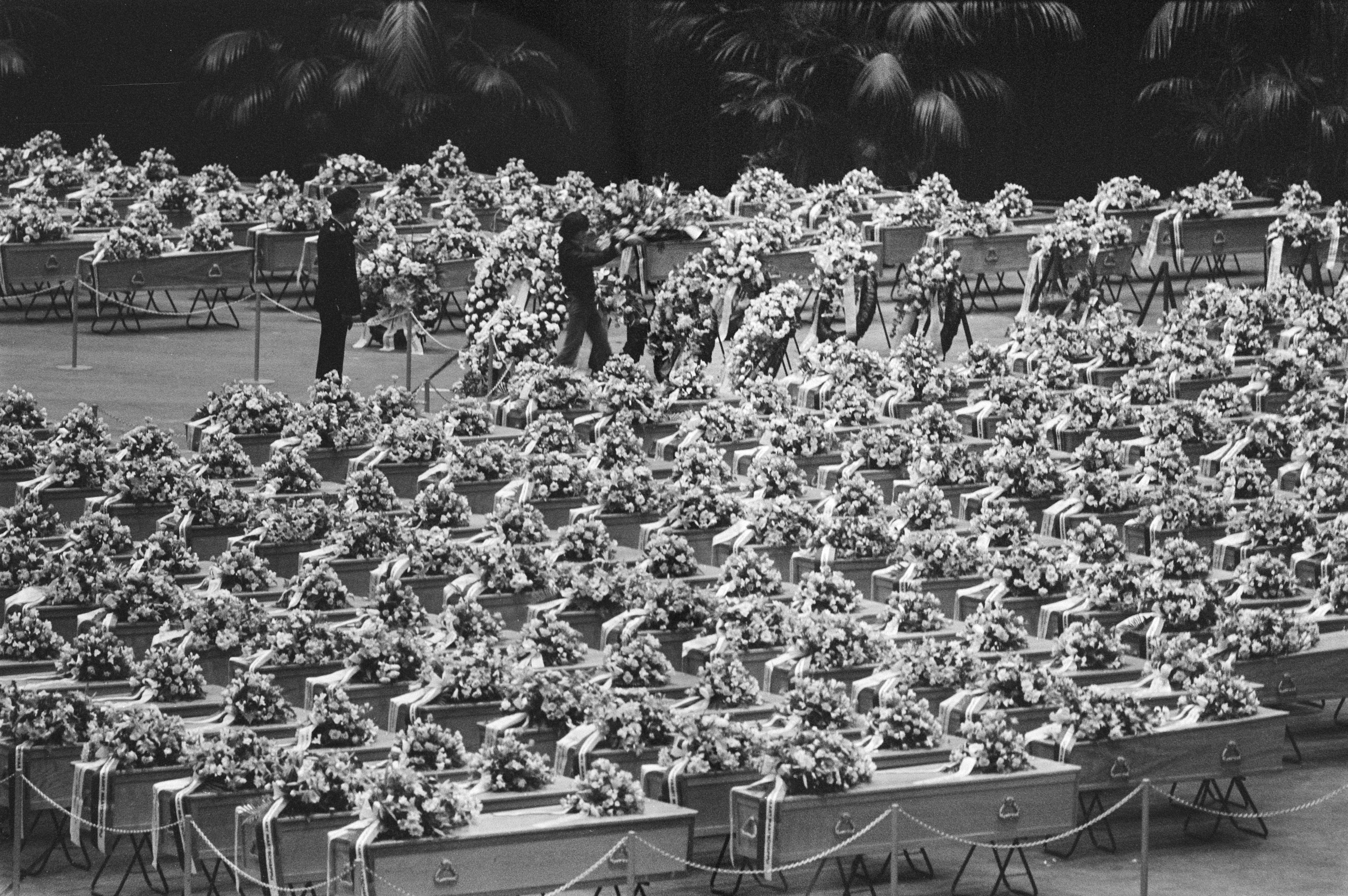
Rouwdienst op Schiphol voor de slachtoffers
6 april 1977

Hoewel de ramp op Spaans grondgebied plaatsvond gingen de Amerikanen en de Nederlanders niet akkoord met een louter Spaans onderzoek. Uiteindelijk werd de ramp zowel door Spaanse autoriteiten als door Boeing, Pan Am, KLM, de National Transportation Safety Board (NTSB) en de Raad voor de Luchtvaart onderzocht.
Uit onderzoek van de cockpitvoicerecorders, de flightdatarecorders en de recorders in de verkeerstoren bleek dat de KLM-gezagvoerder enkele instructies van de verkeerstoren verkeerd had geïnterpreteerd. Dit was deels het gevolg van gebruik van dezelfde radiofrequentie (waardoor berichten van beide vliegtuigen en de toren elkaar stoorden), deels vanwege de niet-standaardzinnen die de KLM-bemanning en de verkeerstoren gebruikten en deels doordat Veldhuyzen van Zanten blijkbaar te snel conclusies trok. Dit laatste vonden de onderzoekers moeilijk voorstelbaar, aangezien de gezagvoerder bekend stond als een eersteklas piloot die andere KLM-vliegers had opgeleid. Toen zij de banden voor het eerst afluisterden begrepen zij aanvankelijk zelfs niet dat het toestel op het moment van het bevestigen van de vluchtroute aan de toren, de start reeds had ingezet.
Nadat de toren goedkeuring had gegeven tot het opstellen op de baan van vertrek gaf deze ook nog de klaring mee (datgene wat ze moeten doen nadat ze waren opgestegen). Dit werd door Veldhuyzen van Zanten gezien als goedkeuring voor daadwerkelijk vertrek. 
Copiloot Meurs zegt vervolgens nog tegen de toren "and we are now at takeoff".
Op hun beurt zegt de verkeerstoren tegen het KLM-toestel: "Ok, wacht op instructies om op te stijgen." De toren had dus niet door hoe zijn woorden werden begrepen door de KLM-bemanning. Bijkomend probleem was dat op het moment dat de toren antwoord gaf er ook wat werd gezegd door de bemanning van het Pan Am-toestel namelijk dat zij zich nog op de startbaan bevonden (ze hadden door de dichte mist hun eigenlijke afslag richting de taxibaan gemist en moesten dus een afslag verder).
Hierdoor ontstond een heterodyne, waardoor Veldhuyzen van Zanten alleen hoorde: "Ok" en daarna een storing.
Dus Veldhuyzen van Zanten nam aan dat er goedkeuring was gegeven door de toren om op te stijgen.
Bij het ongeduld van Veldhuyzen van Zanten heeft wellicht meegespeeld dat de vlucht al uren vertraagd was. Nog niet zo lang voor het ongeluk was een nieuwe werk- en rusttijdenregeling ingevoerd. Uit overleg met het KLM-hoofdkantoor was hem bekend dat verdere vertraging ertoe zou kunnen leiden dat de KLM-bemanning tijdens de retourvlucht naar Amsterdam over het maximale aantal werkuren van die dag zou raken. De bemanning zou dan op Las Palmas haar verplichte rusttijd moeten nemen of moeten worden vervangen. Vervanging was echter niet mogelijk en daardoor zou verdere vertraging een verplichte overnachting van de passagiers betekenen, met de daarbij behorende kosten. Daarom besloot Veldhuyzen van Zanten het oponthoud op Tenerife te gebruiken om brandstof in te nemen voor de terugreis, zodat hij Amsterdam kon bereiken en na landing op Gran Canaria geen verdere vertraging zou oplopen. Door het tanken van de KLM-Boeing nam het gewicht van het toestel toe, waardoor het meer tijd nodig had om van de grond te komen.
Veldhuyzen van Zanten had veel ervaring met het trainen van piloten op een vliegsimulator. Bij dergelijke trainingen werd echter doorgaans nogal losjes met de toestemming voor vertrek omgesprongen omdat Veldhuyzen van Zanten dan tevens optrad als gesimuleerde verkeersleiding. Hij was pas recent weer zelf gaan vliegen. Copiloot Meurs, door Veldhuyzen van Zanten opgeleid, had nog maar weinig vlieguren op de Boeing 747. Het verschijnsel dat hier wellicht optrad werd door het onderzoeksteam 'leraarsyndroom' genoemd. Mogelijk hebben bij Veldhuyzen van Zanten zijn verschillende rollen als leraar en captain tijdens de start realiteit en fictie door elkaar gespeeld. Zijn gezag en ervaring lijken zich hier tegen hem te hebben gekeerd.
Zowel Spaanse als Amerikaanse rapporten legden een groot deel van de schuld bij de KLM-bemanning. Het rapport van de Nederlandse Raad voor de Luchtvaart deed dit in veel mindere mate. Hierin werd de menselijke factor die bij dit ongeluk een grote rol had gespeeld, zo veel mogelijk weggemoffeld. KLM nam uiteindelijk 70 procent van de schuld op zich, Pan Am 30 procent.
Als gevolg van de ramp werden radicale veranderingen doorgevoerd zowel in de internationale luchtvaartregels als aan vliegtuigen. De Internationale Burgerluchtvaartorganisatie (ICAO) scherpte de standaardterminologie aan voor communicatie in het Engels tussen verkeersleiders en piloten met betrekking tot vertrekkende vliegtuigen op de taxi- en startbaan. Vliegtuigfabrikanten begonnen apparatuur toe te voegen waarmee men door mist kan kijken. Ook cockpitprocedures werden gewijzigd; de hiërarchische verhoudingen werden verminderd en er werd meer aandacht besteed aan het nemen van besluiten na wederzijdse instemming. In de luchtvaartindustrie staat dit bekend als crew resource management. Het is tegenwoordig onderdeel van vrijwel elke vliegopleiding, zowel commercieel als militair en recreatief.
Omdat het rond de luchthaven Los Rodeos dikwijls mistig is werd in het zuiden van Tenerife een tweede luchthaven aangelegd: Reina Sofía. Deze luchthaven wordt tegenwoordig voor internationale vluchten gebruikt. Los Rodeos is hoofdzakelijk nog in gebruik voor vluchten tussen de Canarische Eilanden onderling en beschikt inmiddels over een grondradar.

## Monumenten en herdenking

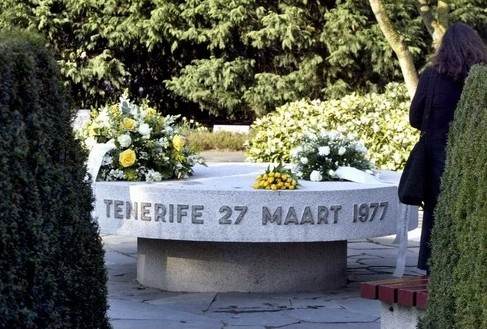
Herdenkingsmonument in Uitvaartpark Westgaarde

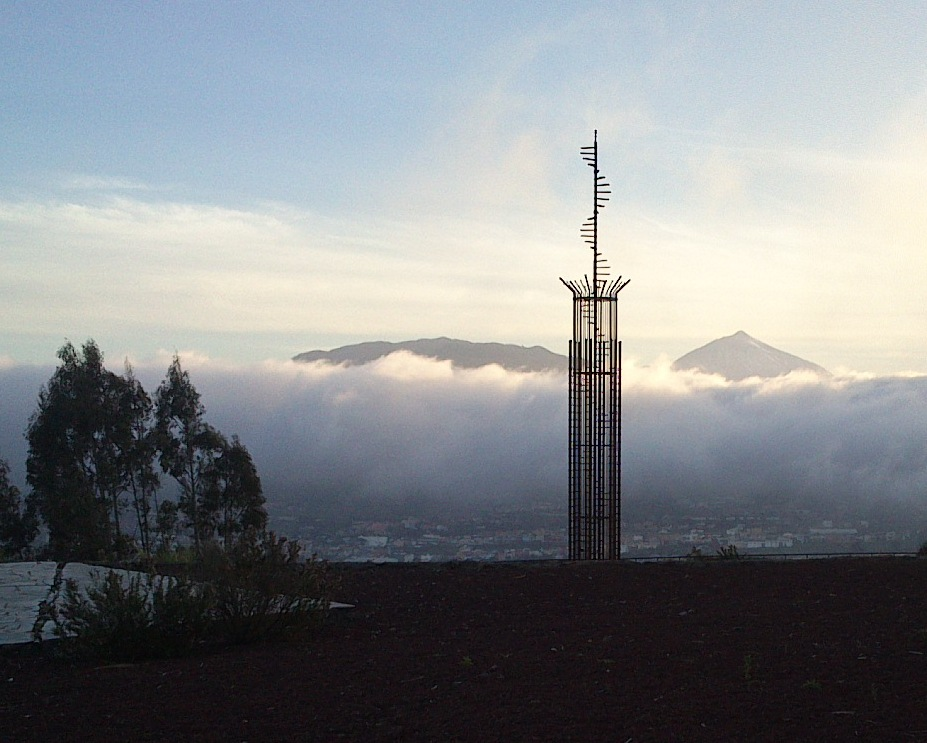
Stairway to Heaven

Op de Amsterdamse begraafplaats Westgaarde bevindt zich het veld waar het merendeel van de Nederlandse slachtoffers is begraven, met een monument voor de slachtoffers van de ramp.
In 2002 is de Stichting Nabestaanden Slachtoffers Tenerife opgericht. Op 27 maart 2007, dertig jaar na de ramp, werd op initiatief van de Stichting in het Auditorio de Tenerife van Santa Cruz de Tenerife de eerste internationale herdenkingsplechtigheid voor de slachtoffers gehouden.
De herdenkingsplechtigheid bestond uit twee programmaonderdelen. Na een herdenkingsbijeenkomst in het Auditorio de Tenerife in de hoofdstad Santa Cruz werd op de Mesa Mota in de gemeente San Cristóbal de La Laguna het International Tenerife Memorial onthuld. Dit 18 meter hoge monument in de vorm van een wenteltrap, genaamd Stairway to Heaven, is gemaakt door de kunstenaar Ruud van de Wint. Nederlandse en Amerikaanse nabestaanden, overlevenden en betrokkenen maar ook Spaanse hulpverleners en betrokkenen woonden de plechtigheden bij. Bij de onthulling van het monument werd op hetzelfde tijdstip als de ramp, om 17.06 uur, door de aanwezigen twee minuten stilte in acht genomen.

## Varia
- De bij de ramp betrokken Boeing 747 van Pan Am voerde op 21 januari 1970 de allereerste Boeing 747-vlucht uit, van New York naar Londen.
- Veldhuyzen van Zanten, de piloot van het KLM-toestel, werd enkele jaren ervoor afgebeeld op reclameposters van de KLM.[2] In de luchtvaartbranche was Veldhuyzen van Zanten een gerespecteerd piloot.
- De overlijdensakten van alle Nederlandse passagiers zijn gebundeld in een apart boek bij de afdeling buitenlandse akten van Burgerzaken in Den Haag. Nabestaanden hebben nooit Spaanse akten hoeven ophalen of aanvragen. Dit is bijzonder omdat alle andere akten op deze afdeling alleen maar ingeschreven worden indien een burger daar zelf een verzoek toe indient.
- Een hostess van Holland International ontsnapte aan de ramp. Zij zou oorspronkelijk na een tussenstop op Las Palmas doorvliegen naar Tenerife, waar ze woonde, maar besloot nu ter plekke te blijven. Dit was tegen de regels van de KLM in, want ze had eigenlijk weer aan boord moeten stappen.[3]
- In de roman De kapperszoon van Gebrand Bakker beweert een van de personen: "Geen enkele Nederlandse schrijver heeft ooit ook maar iets geschreven over die vliegramp." In dit boek gaat het middendeel over de vliegramp uit 1977.